# 小木曽汐莉
小木曽 汐莉（おぎそ しおり、1992年9月15日 - ）は、日本のYouTuberであり、女性アイドルグループ・SKE48の元メンバーである。
愛知県豊田市出身。元AKS所属。

## 略歴
2009年11月1日、『SKE48 第三期メンバーオーディション』に合格。
2010年2月25日付で、チームKIIメンバーに昇格。同年3月24日、2ndシングル「青空片想い」で初めて選抜メンバーに選出される（選抜メンバー発表当時は研究生）。
2011年3月9日、5thシングル「バンザイVenus」で1年ぶりに選抜メンバー復帰。
2012年、5月から6月にかけて実施された『AKB48 27thシングル選抜総選挙』では32位で、アンダーガールズ入りを果たした。
2013年1月15日、SKE48劇場で開催されたチームKII公演において、同年3月でSKE48を卒業することが発表され、4月17日、SKE48劇場では最終出演となる卒業公演が行われた。同年5月6日、この日に行われた11thシングル「チョコの奴隷」（劇場盤）個別握手会を以ってSKE48を卒業。
2014年11月1 - 2日、『SKE48リクエストアワーセットリストベスト242 2014〜1位は?最下位は?曲推し集合!〜』の最終日となる11月2日公演の第21位「眼差しサヨナラ」発表時にサプライズとしてゲスト出演。SKE48卒業後、初めて公の場に出た。
2015年1月22日、交際中の男性からプロポーズを受けていることが分かり、その後、結婚した。夫は警察官で、中学時代の同級生。
2015年9月15日、元SKE48メンバーの桑原みずきが発起人となった『もう一度だけ会いたい。幻の再会プロジェクト』により、期間限定で芸能活動を再開した。
2017年9月15日発売の『月刊AKB48グループ新聞』9月号において、SKE48の同期（3期生）で同月30日をもってAKB48から卒業する木﨑ゆりあとの対談に登場（顔出しはせず）した。
2022年1月14日、上記の木﨑とともにYouTubeチャンネル『おぎそさんときざきさん』を開設。6年4か月ぶりに顔出しで出演した。

## 人物
- 基本的に動物、鳥類、魚類は嫌い。特に「なつかれない」と言うこともあり犬が大嫌いで、「道端に居るだけで通れない」ほどカラスも大嫌いと公言している[13]。しかし、唯一、猫だけは好きでペットとして「キラ」と「ピンキー」という名前の猫を飼っている[14]。
- 小学校時代に水泳を3年間習っており、泳ぐことが好き[15]。また、なってみたい動物はイルカで、理由は自由に泳ぎまくりたいから[16]。
- 生魚、刺身、チーズ、辛い物が苦手[17]。
- 好きなアーティストは安室奈美恵[16]、好きな俳優にはジョニー・デップを挙げている[18]。
- 好きな漢字は「虹」、好きな言葉は「仲間」。座右の銘として、「一期一会」や「日進月歩」を挙げている[19]。
- 中学校時代はソフトテニス部に所属していた[18]。
- 特技はヒップホップ[20]。
- 身長が伸びることを望んでいる[21]。

### SKE48
- 愛称は、しおりん[22]。
- キャッチフレーズは、2011年10月1日からは、「見た目はコドモ、中身はオトナ。こう見えても○○歳のしおりんこと小木曽汐莉です」[20]。それ以前は、「チャームポイントはちっちゃい顔、○○歳、しおりんこと小木曽汐莉です」を使用していた[23]。
- 木﨑ゆりあとはほぼ毎晩電話で会話しており、他のメンバーからは「おぎゆり」と呼ばれるほど、傍から見ても「本当にラブラブ」な状態とのこと[24]。
- 松井玲奈のブログでメンバー紹介として出た際、自分を表現する言葉は「小」で、その理由は「体も顔も全てが小さいとよく言われる」からと答えている。また愛称「ごまたん」の由来をゴマフアザラシの赤ちゃんに似ているからだと思われていたことがあった[25]。
- 同期の須田亜香里とは「小木曽くん」「須田くん」と呼び合う仲[26]。
- 桑原みずきに、テレビ番組内で「裏で1番下ネタ言いますからね」と暴露されたが[27]、向田茉夏によると、楽屋での会話に出て来た「”そういう言葉”」（=下ネタ）がわからないチーム内の年少メンバーが他のメンバーに意味を尋ねると「みんな知らないふりをする中、小木曽は教えちゃうんですね、事細かに」とのこと。松本梨奈曰く「下ネタマシーン」とのこと[28]。

## SKE48在籍時の参加曲

### シングルCD選抜曲
SKE48名義
- 青空片想い
- 「ごめんね、SUMMER」に収録
  - 羽豆岬 - アンダーガールズB名義
- 「1!2!3!4! ヨロシク!」に収録
  - そばにいさせて
  - 青春は恥ずかしい - 紅組名義
- バンザイVenus
  - 愛の数 - チームKII名義
- パレオはエメラルド
  - 積み木の時間
  - 花火は終わらない - セレクション8名義
- オキドキ
  - 初恋の踏切
  - 歌おうよ、僕たちの校歌 - セレクション8名義
- 片想いFinally
  - 今日までのこと、これからのこと
  - 寡黙な月 - セレクション8名義
- アイシテラブル!
- キスだって左利き
- チョコの奴隷
  - バイクとサイドカー - 14カラット名義
  - それを青春と呼ぶ日 - 旅立ち卒業組名義
- 「美しい稲妻」に収録
  - バンドをやろうよ - マジカルバンド名義

AKB48名義
- 「ギンガムチェック」に収録
  - なんてボヘミアン - アンダーガールズ名義
- 「永遠プレッシャー」に収録
  - 強がり時計 - SKE48名義

### アルバムCD選抜曲
SKE48名義
- 『この日のチャイムを忘れない』に収録
  - 叱ってよ、ダーリン! - チームKII名義
  - ヘビーローテーション - チームKII名義
  - 拗ねながら、雨… - セレクション8名義

AKB48名義
- 『ここにいたこと』に収録
  - ここにいたこと
- 『1830m』に収録
  - 青空よ 寂しくないか?

### 劇場公演ユニット曲
SKE48 研究生「PARTYが始まるよ」公演
- スカート、ひらり

 チームKII 2nd Stage「手をつなぎながら」公演
- チョコの行方

チームKII 3rd Stage「ラムネの飲み方」公演
- 眼差しサヨナラ
- クロス（高柳明音のユニットアンダー）

## 出演

### テレビドラマ
- モウソウ刑事!（2011年2月16日、東海テレビ） - 修学旅行生 役。
- ギャルバサラ外伝（2012年8月29日、メ〜テレ） - 高橋麻由 役

### バラエティ
- 週刊AKB（2010年3月19日 - 2012年11月30日　不定期出演、テレビ東京）
- 地元応援バラエティ このへん!!トラベラー 甚目寺編（2010年3月23日、中京テレビ）
- AKB48ネ申テレビ（2010年4月30日・9月23日、ファミリー劇場）
- でらSKE〜夜明け前の国盗り48番勝負（2010年11月22日 - 2011年3月23日、TBS）
- SKE48のアイドル×アイドル（2010年12月20日・27日、中京テレビ）
- スター姫さがし太郎（2011年3月19日・26日、テレビ東京）
- 突撃!SKE48リポート（2011年5月22日・29日、MBSテレビ）
- SKE48の世界征服女子（2011年10月3日 - 2012年9月26日、中京テレビ）
- SKE48のマジカル・ラジオ（2011年10月11日 - 12月27日、日本テレビ）
- AKBINGO!（2011年11月9日・16日、日本テレビ）
- SKE48のマジカル・ラジオ2（2012年4月3日 - 2012年6月26日、日本テレビ）
- SKE48のマジカル・ラジオ3（2013年1月20日 - 2013年4月7日、日本テレビ）
- 宝探しアドベンチャー 謎解きバトルTORE!（2011年7月6日 - 2013年2月25日、日本テレビ）

### 映画
- ギャルバサラ -戦国時代は圏外です-（2011年11月26日、角川映画） - 高橋麻由 役[29]

### ラジオ
- OKAZAKI POWER RADIO（2009年9月5日、FMおかざき） - 美少女図鑑として出演。
- SKE48 観覧車へようこそ!!（2010年4月26日・6月28日、CBCラジオ）
- SUNSHINE SAKAE presents RADIO SPLASH（2010年4月8日・9月24日・11月11日、FM AICHI）
- SKE48♥1+1は2じゃないよ!（2010年11月19日、東海ラジオ）

### CM
- びっくりドンキー（2010年5月17日 - 24日、テレビ愛知） - 7回のみの放送。

### ネット配信
- 学校の怪談 第2話「踊り場の絵」・第12話「赤い部屋」（2012年7月 - 8月、BeeTV）

### その他
- 美少女図鑑